# جامع خانقاه الحموي
جامع خانقاه الحموي أحد مساجد العراق الأثرية والتراثية، يقع في مركز السليمانية في شارع الحموي، شيد في عام 1309هـ/1891م، من قبل الحاج ملا محمد بن عثمان الملقب بالحموي الذي طلب من السلطان العثماني عبد الحميد الثاني المساعدة في بناءه فوافق على ذلك وعمرهُ أحسن تعمير، ووسع بناؤه ولا يزال المسجد بيد أحفادهِ.
كان الملا محمد الحموي شاعراً وأديباً ولهُ دواوين شعر وتراجم من اللغة الفارسية إلى اللغتين الكردية والعربية، بقي مبنى حرم الجامع القديم على نفس طرازهِ الأثري القديم وبُنيت مدرسة فيه مكونة من خمس قاعات للتدريس باسم (مدرسة الحموي للعلوم الدينية)، وتم تعميره واعادة بناؤه في عام 1396هـ/1975م، وكذلك تم تعميره في عام 1429هـ/2008م، وآخر صيانة وتعمير لهُ في عام 1423هـ/2011م، من قبل دائرة أوقاف السليمانية،
تبلغ مساحتهُ الكلية حوالي 1000م2 تقريباً، ويحتوي الجامع على مئذنة بارتفاع 10م، وعلى غرفة للإمام ومكتبة ومخزن، ويبلغ طول الحرم 7م وعرضه 35م، وتوجد قبالة الحرم ساحة كبيرة، وتقام في المسجد حالياً صلاة الجمعة وصلاة العيدين والصلوات الخمس المكتوبة.